# Teatro Argentina
Il teatro Argentina, situato in largo di Torre Argentina, è uno dei principali teatri di Roma.
Costituisce la prima sede della Fondazione Teatro di Roma, che comprende il Teatro Argentina, il Teatro India, il Teatro Torlonia e il Teatro Valle. È il Teatro Nazionale di Roma.

## Storia
Il teatro Argentina fu inaugurato il 31 gennaio dell'anno 1732 con la rappresentazione dell'opera Berenice composta da Domenico Sarro. Nel 1730 la famiglia  Sforza Cesarini avviò il progetto di costruzione del teatro da una rivalutazione del palazzetto e della torre di loro proprietà (Casa del Burcardo): una parte dell'edificio secondario venne demolita per fare spazio al palcoscenico mentre la torre ed altri ambienti del palazzetto furono adibiti a servizi per il teatro e per i camerini degli artisti.
Il teatro era costruito originariamente tutto in legno ad esclusione solo delle mura e delle scale in muratura; la sala fu progettata dall'architetto e marchese Gerolamo Theodoli con la forma a ferro di cavallo, per soddisfare al meglio le necessità acustiche e visive. La platea, pavimentata con tavole di legno, era completata da quaranta file di banchi, mentre i centottantasei palchi erano disposti in sei ordini. Il Teatro Argentina, secondo le testimonianze riportate dai visitatori stranieri del XVIII secolo, era considerato il più importante tra quelli romani.

### XIX secolo
L'Argentina è celebre per aver ospitato la prima rappresentazione, il 20 febbraio 1816, de Il barbiere di Siviglia di Gioachino Rossini con Manuel García (padre).
Se la première si rivelò un fiasco, le repliche successive diedero finalmente il via al successo intramontabile dell'opera. Anche alcune opere di Saverio Mercadante vennero eseguite per la prima volta nel teatro.
Il 28 gennaio 1822 avviene la prima assoluta di Zoraida di Granata di Gaetano Donizetti con Domenico Donzelli e Luigia Boccabadati.
Solamente nel 1826 venne costruita la facciata ad opera dell'architetto Pietro Holl. Due prime verdiane si eseguirono in questo teatro: I due Foscari nel 1844 e La battaglia di Legnano nel 1849.

### Il teatro oggi
Il Teatro oggi è gestito dalla Fondazione Teatro di Roma, il teatro stabile della capitale. Ospita rappresentazioni di prosa e manifestazioni musicali sia operistiche che sinfoniche. All'interno dell'edificio è istituito il Museo Storico del Teatro; sono previste visite guidate e consultazione del vasto archivio fotografico e documentario. È consigliato per gite scolastiche, guide turistiche o visite.
Nel 2022, dopo essere stato commissariato, il Teatro di Roma diventa Fondazione. Nel 2023 si insedia il nuovo consiglio d'amministrazione.

### Direttori artistici
- 1964 - 1972: Vito Pandolfi
- 1972 - 1976: Franco Enriquez
- 1976 - 1983: Luigi Squarzina
- 1983 - 1991: Maurizio Scaparro
- 1991 - 1994: Pietro Carriglio
- 1994 - 1999: Luca Ronconi
- 1999 - 2001: Mario Martone
- 2001 - 2002: Antonietta Rame[2]
- 2002 - 2008: Giorgio Albertazzi
- 2008 - 2011: Giovanna Marinelli
- 2011 - 2014: Gabriele Lavia
- 2014 - 2019: Antonio Calbi
- 2019 - 2020: Giorgio Barberio Corsetti
- 2024 - in corso: Luca De Fusco e Maurizio Roi

## Collegamenti
| È raggiungibile dalla fermata Torre Argentina | del tram 8 |